# グレイス・ポッター

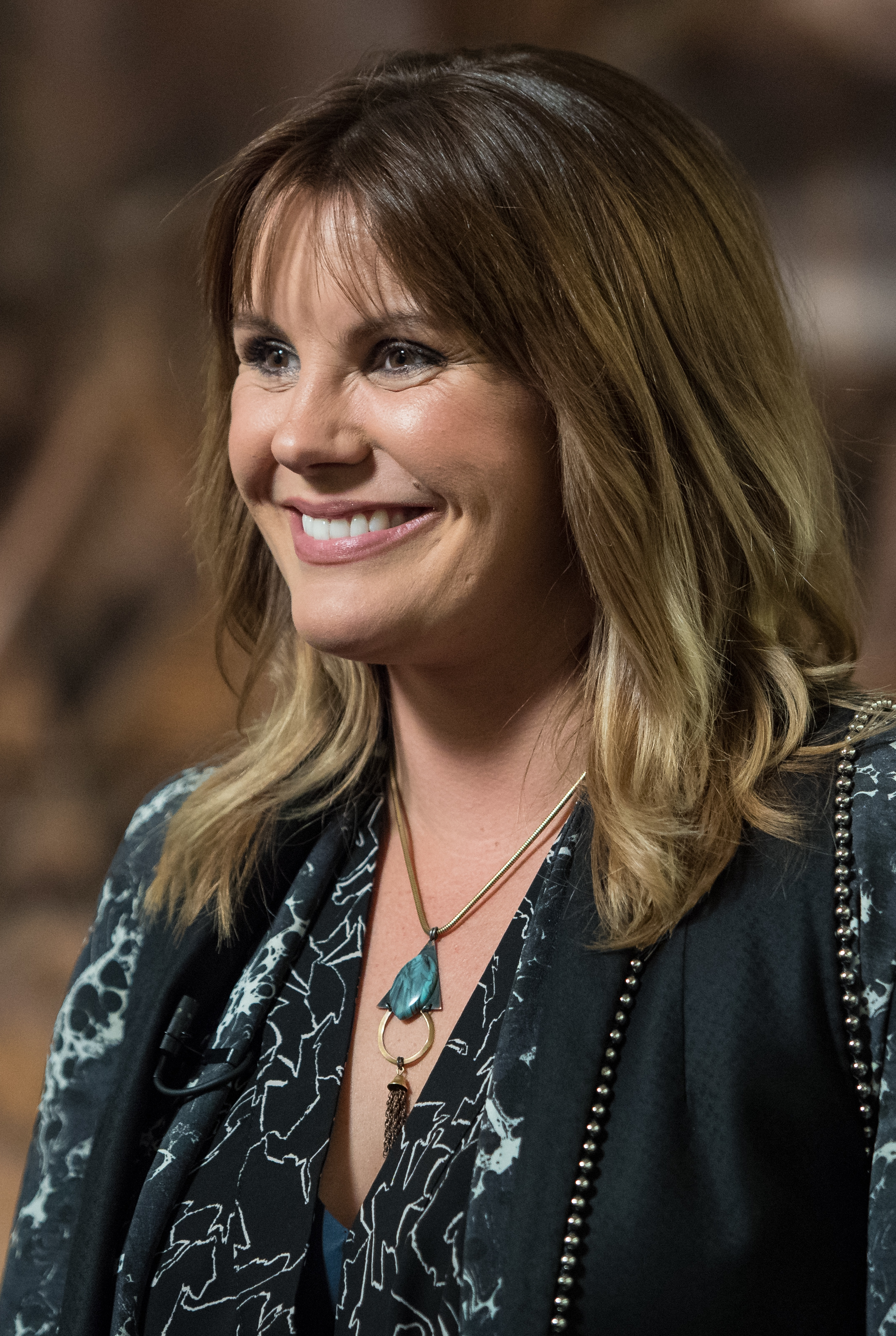
グレイス・ポッター（2018年）

グレイス・ポッター（Grace Potter、1983年6月20日 - ）は、アメリカ合衆国バーモント州ウェイツフィールド出身のシンガーソングライター、ロック・ミュージシャン。グレイス・ポッター&ザ・ノクターナルズ（Grace Potter and the Nocturnals）のボーカルとしても知られている。
2002年に自身のバンドであるグレイス・ポッター&ザ・ノクターナルズを結成。これまでに5作のソロ・アルバムをリリースしている。

## 略歴
2002年末、グレイス・ポッターの演奏を見たマット・バーに誘われ、グレイス・ポッター&ザ・ノクターナルズを結成する。
2004年5月5日、ソロ・アルバム『オリジナル・ソウル』をリリースした。
2010年6月8日、バンドは3作目のアルバム『Grace Potter and the Nocturnals』をリリースし、全米19位を記録する。
2012年6月12日、バンドは4作目のアルバム『The Lion the Beast the Beat』をリリースし、全米17位を記録する。
2015年8月14日、ソロ・アルバム『Midnight』をリリースする。
2019年10月25日、ソロ・アルバム『Daylight』をリリースした。アルバムは第63回グラミー賞の最優秀ロック・アルバム賞、楽曲「Daylight」が最優秀ロック・パフォーマンス賞にノミネートされた。
2023年8月18日、ソロ・アルバム『Mother Road』をリリースした。

## ディスコグラフィ

### ソロ・アルバム
- Red Shoe Rebel (2002年)
- 『オリジナル・ソウル』 - Original Soul (2004年)
- Midnight (2015年)
- Daylight (2019年)
- Mother Road (2023年)

### グレイス・ポッター&ザ・ノクターナルズ
- 『ナッシング・バット・ザ・ウォーター』 - Nothing But the Water (2005年)
- 『ディス・イズ・サムウェア』 - This Is Somewhere (2007年)
- Grace Potter and the Nocturnals (2010年)
- The Lion the Beast the Beat (2012年)